# Mourir d'aimer (film, 1971)
Pour les articles homonymes, voir Mourir d'aimer.
Pour plus de détails, voir Fiche technique et Distribution.
Mourir d'aimer (titre italien : Morire d'amore) est un film franco-italien réalisé par André Cayatte, sorti en 1971, inspiré de l'affaire Gabrielle Russier.

## Synopsis
L'histoire d'amour entre une professeure de français dans un lycée rouennais et un de ses élèves, Gérard, 17 ans, pendant et après les évènements de mai 68. 
Danièle, la trentaine, divorcée, mère de deux enfants, est une femme passionnée, nouant un lien fort avec sa classe, manifestant à l'occasion avec ses élèves. Les parents de Gérard, libraires, militants communistes, portent plainte pour détournement de mineur. Danièle est emprisonnée, Gérard, à la demande de son père, interné dans un établissement psychiatrique et le drame se poursuit...

## Fiche technique
- Titre français : Mourir d'aimer
- Titre italien : Morire d'amore
- Réalisation : André Cayatte
- Scénario : André Cayatte, Albert Naud, avocat, Pierre Dumayet
- Assistant réalisateur : Alain Bonnot
- Directeur de la photographie : Maurice Fellous
- Décors : Robert Clavel
- Musique : Jorge Araujo Chiriboga
- Production : Henri Jaquillard
- Sociétés de production : Cobra, Franco London Films
- Société de Distribution : LCJ Éditions et Productions
- Pays d'origine :  France /  Italie
- Format : couleur - Mono
- Genre : drame
- Durée : 110 minutes
- Dates de sortie :
  - France : 20 janvier 1971
  - Italie : 27 mai 1971
- Affiche : René Ferracci (France)

## Distribution
- Annie Girardot : Danièle Guénot
- Bruno Pradal : Gérard Leguen
- Claude Cerval : le juge d'instruction
- François Simon : M. Leguen
- Jean-Paul Moulinot : M. Guénot père
- Jean Bouise : le juge des mineurs
- Marie-Hélène Breillat : une toxicomane emprisonnée dite « le Serpent »
- Monique Mélinand : Mme Leguen
- Yves Barsacq : l'ami
- Édith Loria : Renée
- Jacques Marin : le correspondant
- Raymond Meunier : l'avocat de Danièle
- Maurice Nasil : le professeur
- Marcelle Ranson-Hervé : la voisine
- André Reybaz : le proviseur
- Mariannik Revillon : Cécile
- Daniel Bellus : Jean-Luc
- Nicolas Dumayet : Marc
- Bernard Jeantet : Alain
- Nathalie Nell : Thérèse Arnaud, camarade de lycée de Gérard et amie de Danièle
- Franck Combeau : le 1er fils de Danièle
- Frantz Guéroult : Patrick, le 2ème fils de Danièle
- Claudine Berg : Mme Arnaud, la mère de Thérèse
- Florence Blot : l'avocate
- Hélène Dieudonné : la vieille dame aveugle
- Marius Laurey : M. Arnaud , le père de Thérèse
- Jean Marconi : le directeur de la clinique
- Charles Millot : le faux juge
- Bernard Musson : le surveillant général
- Marcel Pérès : le grand-père
- Clément Thierry : l'ex-mari de Danièle
- Roger Trapp : le surveillant
- Marthe Villalonga : l'assistante sociale
- Jacky Blanchot : un inspecteur (non crédité)
- Marcel Gassouk : un employé de la prison (non crédité)
- Jean Minisini : un infirmier (non crédité)
- Jean Obé : le psychiatre guérisseur
- Marius Balbinot
- Madeleine Damien
- Yvonne Decade
- Jacqueline Fontaine : une infirmière
- Pippo Merisi
- Frédéric Norbert : le jeune garçon (non credité)

## Autour du film
- Cette histoire est fortement inspirée de l'histoire vraie de Gabrielle Russier (1937-1969), qui s’était suicidée en attendant son jugement en appel à la suite de sa liaison avec un jeune élève. André Cayatte a d'ailleurs rencontré Christian Rossi, le jeune amant de Gabrielle Russier, pour la préparation du film[1].
- Le film a été tourné en grande partie à Mont-Saint-Aignan et Rouen, en Seine-Maritime, et certaines scènes ont été tournées à Cluses, en Haute-Savoie.
- La chanson Mourir d'aimer de Charles Aznavour, écrite avant le film, ne figure pas dans la bande-son de la version française du film de Cayatte, le compositeur de la bande originale Louiguy s'y étant opposé. Elle est présente en revanche dans certaines versions étrangères[2]. À sa sortie dans les bacs, début 1971, elle est présentée comme « inspirée du film d'André Cayatte Mourir d'aimer »[3]. Charles Aznavour explique dans une interview qu'il a demandé à André Cayatte l'autorisation d'utiliser pour sa chanson le titre de son film. Cette archive ne permet pas de dater la chanson, mais elle illustre l'amour de cette femme et de ce lycéen, et la mort qu'elle se donne pour en finir avec l'acharnement de la machine institutionnelle mobilisée pour la laminer.
- Deux chansons issues de la bande originale du film, De terciopelo negro et Partida, sont des chansons folkloriques latino-américaines. Interprétées par Carmela (Carmen Requeta), accompagnée par Paco Ibañez[4], elles ont été éditées en disque 45 tours et au sein de compilations en 33 tours.

## Distinctions
- 1970 : Grand prix du cinéma français
- 1972 : nomination pour le Golden Globe du meilleur film en langue étrangère

## Restauration en HD 4K
- Film restauré en 4K à l'initiative de LCJ Éditions et Productions en 2016 par les laboratoires Silverway
- Film numérisé et restaurés avec le soutien du CNC dans le but de sauvegarder et de diffuser l’œuvre dans les meilleurs standards techniques actuels.

## Chanson, histoire vraie et succès du film
Charles Aznavour se trouve en France lors du suicide en septembre 1969 de Gabrielle Russier, mère divorcée et professeure de lettres dans les quartiers nord de Marseille. C'est une tragédie qui l'a révolté. Il s'attelle dans la foulée à la chanson Mourir d'aimer, qui fait tout d'abord un tabac. Puis c'est André Cayatte qui tourne en 1970, Mourir d'aimer,  inspiré de l'histoire vraie de cette professeure condamnée à un an de prison avec sursis pour enlèvement et détournement de mineur après une liaison amoureuse de plus d'un an avec Christian Rossi, son élève âgé de 16 ans et demi. Annie Girardot est en « une » de L'Express du 15 février 1971, à la sortie du film, qui suscite la polémique mais devient peu à peu un grand succès, avec 5,9 millions d'entrées en salle au total.